# 김용식 (법조인)
김용식(金龍式, 1896년 ~ 1963년 5월 18일)은 대한민국의 법조인이다. 아호는 청초(靑草)이며 본관은 강릉(江陵)이다.

## 생애
강원도 속초 출신이다. 1923년부터 5년 동안 강원도경과 원주, 양양, 철원의 경찰서에서 경부(警部) 직책을 맡아 경찰로 근무하다가, 독학으로 공부하여 1929년 조선변호사시험에 합격한 뒤 변호사가 되었다.
1945년 광복 당시에는 전라남도 순천에서 변호사 생활을 하고 있었으며, 그해 11월 미군정 하에서 광주지법 순천지원의 판사로 임용되었다가 이듬해에는 목포지원장으로 발령받았다. 제1공화국에서 대구고등법원 부장 판사를 거쳐 대구지법원장, 부산지법원장을 지낸 뒤 퇴임하여 변호사 생활을 했다.
1960년 4·19 혁명으로 이승만 정부가 무너지고 제2공화국이 성립하면서 그해 9월에 재야법조인 중 발탁되어 대구고검 검사장에 임명되었고, 1961년 1월 자유당 정권을 단죄하는 특별검찰부장으로 선출되었다. 4∙19 혁명을 불러온 3·15 부정선거와 부정선거 규탄 시위대에 대한 발포로 사망자가 나온 사건을 수사하는 역할이었다.
그러나 특검 출범 4개월 만에 5·16 군사정변이 일어나 제2공화국은 전복되었고, 김용식은 정변 주도 세력이 설치한 국가재건최고회의의 혁명검찰에 의해 체포되어 마포형무소에 수감되었다. 몇달 후 석방된 뒤 다시 대구로 내려가 변호사 생활을 하던 중 1963년 음독하여 자살했다.
2005년 민족문제연구소가 발표한 친일인명사전 편찬을 위해 예비 명단을 발표했을 때 경찰 부문에 들어 있다. 김용식의 후손은 김용식이 일제강점기에 경찰로 근무한 것은 생계를 위한 것이었기에 적극적인 친일 행위를 한 것이라 볼 수 없고, 광복 후 경찰 전력이 문제가 되었을 때도 이범석, 김병로 등 명망 있는 인물들이 구명 운동에 나섰을 만큼 좋은 평판을 유지했다고 밝힌 바 있다/ 2008년 공개된 최종 명단에서는 김용식의 이름이 빠졌다.

## 참고자료
- 김유경 (2003년 12월 12일). “인물 탐구/ 군인 박창암 (중)  5.16과 혁명검찰 시절”. 프레시안. 2007년 10월 24일에 확인함.
- 강원도 화천교육청 - 속초의 인물[깨진 링크(과거 내용 찾기)]